# Andrzej Szałas
Andrzej Piotr Szałas (ur. 4 października 1956) – polski matematyk i informatyk, profesor nauk matematycznych. Specjalizuje się matematycznych podstawach informatyki, logice w sztucznej inteligencji, bazach danych oraz w metodach i technikach programowania. Profesor zwyczajny Instytutu Informatyki Wydziału Matematyki, Informatyki i Mechaniki Uniwersytetu Warszawskiego.

## Życiorys
Studia z matematyki ukończył na Uniwersytecie Warszawskim, gdzie następnie został zatrudniony i zdobywał kolejne awanse akademickie. Stopień doktorski uzyskał w 1984 na podstawie pracy pt. Prace eksperymentalne nad językiem programowania właściwym do tworzenia systemów operacyjnych, przygotowanej pod kierunkiem prof. Andrzeja Salwickiego. Habilitował się w 1991 na podstawie oceny dorobku naukowego i rozprawy pt. Specyfikacja i dowodzenie własności algorytmów i struktur danych w logice temporalnej. Tytuł naukowy profesora nauk matematycznych otrzymał w 1999. Poza macierzystym UW pracuje także na szwedzkim Uniwersytecie w Linköping
Swoje prace publikował w takich czasopismach jak m.in. „Journal of Automated Reasoning”, „Theoretical Computer Science” „Journal of Logic And Computation”, „Data & Knowledge Engineering", „Neurocomputing" oraz „Fundamenta Informaticae”.